# Teñido de ti
Teñido de ti es una serie web histórica y de romance surcoreana, emitida entre el 23 de diciembre de 2021 y el  14 de enero de 2022.

## Argumento
Un estudiante de historia del arte, llamado Eun Ho, es enviado mágicamente al pasado, durante la dinastía Joseon, para descubrir su conexión con una misteriosa pintura. En el camino, se encuentra al príncipe desterrado Lee Heon, y a su protector Geum. 
Eun Ho, tendrá que hacer frente al creciente amor que existe entre él y Lee Heon, con el destino tanto de su vida como de la historia en sus manos.

## Reparto
- Park Jun-Hee como Eun Ho
- Hyun Woo Yoo como Heon
- Kim Tae-Jung como Geum[4]
- Yoon Ye-hee como la dama sospechosa
- Seungbin Yang como Seo Jin